# Jessica Landström
Jessica Elin Maria Landström (12 de dezembro de 1984) é uma ex-futebolista profissional sueca que atuava como meia.

## Carreira
Jessica Landström fez parte do elenco da Seleção Sueca de Futebol Feminino, nas Olimpíadas de 2008.